# Sigma Virginis
Sigma Virginis (60 Virginis) é uma estrela na direção da constelação de Virgo. Possui uma ascensão reta de 13h 17m 36.29s e uma declinação de +05° 28′ 11.4″. Sua magnitude aparente é igual a 4.78. Considerando sua distância de 541 anos-luz em relação à Terra, sua magnitude absoluta é igual a −1.32. Pertence à classe espectral M2III.